# Euphthiracarus tumidus
Euphthiracarus tumidus är en kvalsterart som beskrevs av Wojciech Niedbała 2003. Euphthiracarus tumidus ingår i släktet Euphthiracarus och familjen Euphthiracaridae. Inga underarter finns listade i Catalogue of Life.